# Vodice
Vodice este un oraș în cantonul Šibenik-Knin, Croația, având o populație de 8.875 de locuitori (2011).

## Demografie
Componența etnică a orașului Vodice
     Croați (94,3%)
     Sârbi (2,59%)
     Necunoscut (0,35%)
     Neclasificat (2,17%)
Componența confesională a orașului Vodice
     Catolici (89,55%)
     Fără religie și atei (3,77%)
     Ortodocși (2,82%)
     Necunoscută (1,62%)
     Alte religii (2,23%)
Conform recensământului din 2011, orașul Vodice avea 8.875 de locuitori. Din punct de vedere etnic, majoritatea locuitorilor (94,3%) erau croați, cu o minoritate de sârbi (2,59%). Apartenența etnică nu este cunoscută în cazul a 0,35% din locuitori. Din punct de vedere confesional, majoritatea locuitorilor (89,55%) erau catolici, existând și minorități de persoane fără religie și atei (3,77%) și ortodocși (2,82%). Pentru 1,62% din locuitori nu este cunoscută apartenența confesională.